# چارلز هاتچیسون
چارلز هاتچیسون (انگلیسی: Charles Hutchison؛ ۳ دسامبر ۱۸۷۹ – ۳۰ مهٔ ۱۹۴۹) یک هنرپیشه، کارگردان، و فیلم‌نامه‌نویس اهل ایالات متحده آمریکا بود.